# Hațeg
Hațeg (pronunciació en romanès: [ˈHat͡seg]; alemany: Wallenthal; hongarès: Hátszeg) és una ciutat del comtat de Hunedoara, Romania, amb una població de 9.340 habitants. La ciutat administra tres pobles: Nălațvad (Nalácvád), Silvașu de Jos (Alsószilvás) i Silvașu de Sus (Felsőszilvás). Es troba a la regió històrica de Transsilvània.

## Història
El 1765, mentre part dels Habsburg controlaven el Principat de Transsilvània, l'assentament es va militaritzar completament i es va integrar a la Segona Companyia Fronterera del Primer Regiment Fronterer d'Orlat, fins al 1851, quan es va dissoldre aquesta unitat.
Țara Hațegului (el país de Hațeg) és la regió que envolta la ciutat de Hațeg. Els fòssils trobats a la zona de Hațeg abasten més de 300 milions d'anys de la història geològica de la Terra, mostrant esculls de corall tropicals i illa volcànica al mar de Tetis, dinosaures, mamífers primitius, aus i rèptils voladors (com Hatzegopteryx, que va rebre el nom de la regió).
L'illa Hațeg va ser una illa durant el període Cretaci on una espècie nana de dinosaure sauròpode, Magyarosaurus dacus, va viure-hi fins a la seva extinció al final del Cretaci. El baró Franz Nopcsa va publicar articles sobre aquests arcosaures d'era mesozoica a l'illa de Hațeg. Els seus estudis van conduir a la seva teoria del nanisme insular, la noció que "els recursos limitats" a les petites illes poden conduir a una reducció dels animals vertebrats indígenes.

## Demografia
Segons el primer cens ètnic del 1850, la ciutat tenia 1.194 habitants, 915 d'ells eren romanesos, 92 gitanos, 77 hongaresos, 62 alemanys i 48 d'altres ètnies. Segons el cens del 2011, Hațeg tenia 9.685 habitants, dels quals el 93,15% eren romanesos, l'1,6% hongaresos, l'1,1% d'altres ètnies i desconegut per al 4,14% de la població.

## Fills il·lustres
- Nicholas Deak
- Chike Onyejekwe
- Nneka Onyejekwe

## Galeria

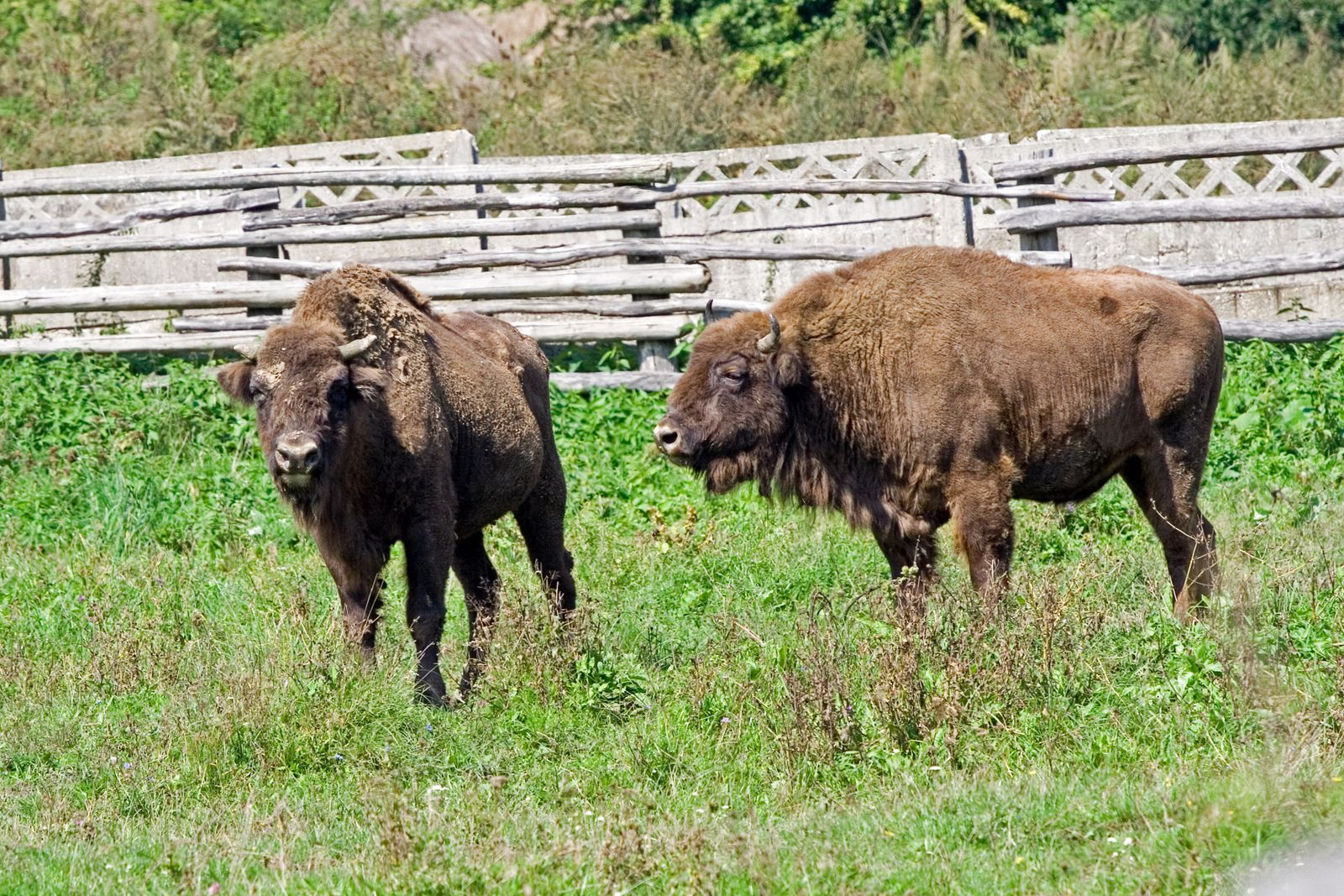
Bisons europeus a la reserva natural de Hațeg
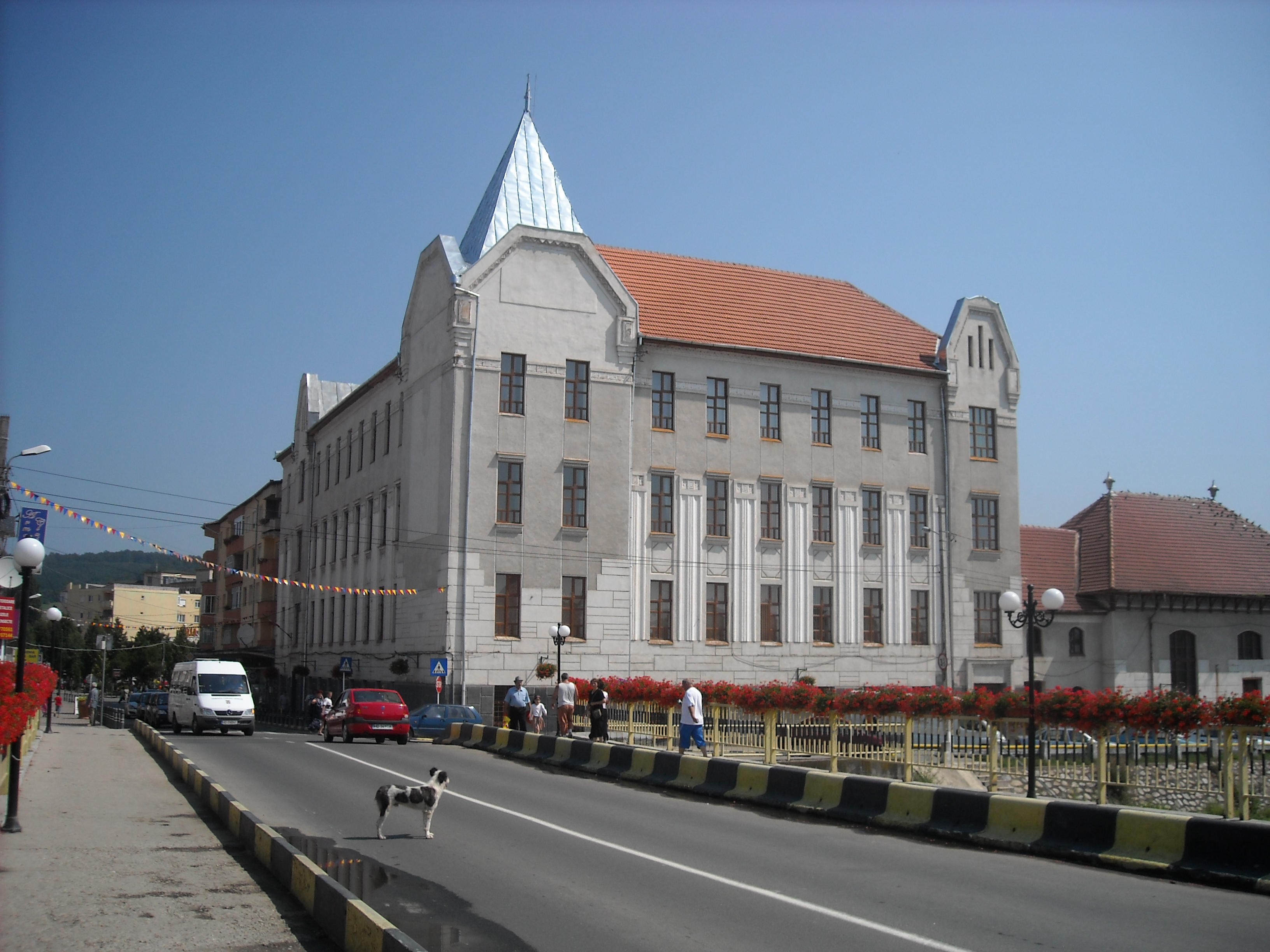
El Col·legi Nacional IC Brătianu
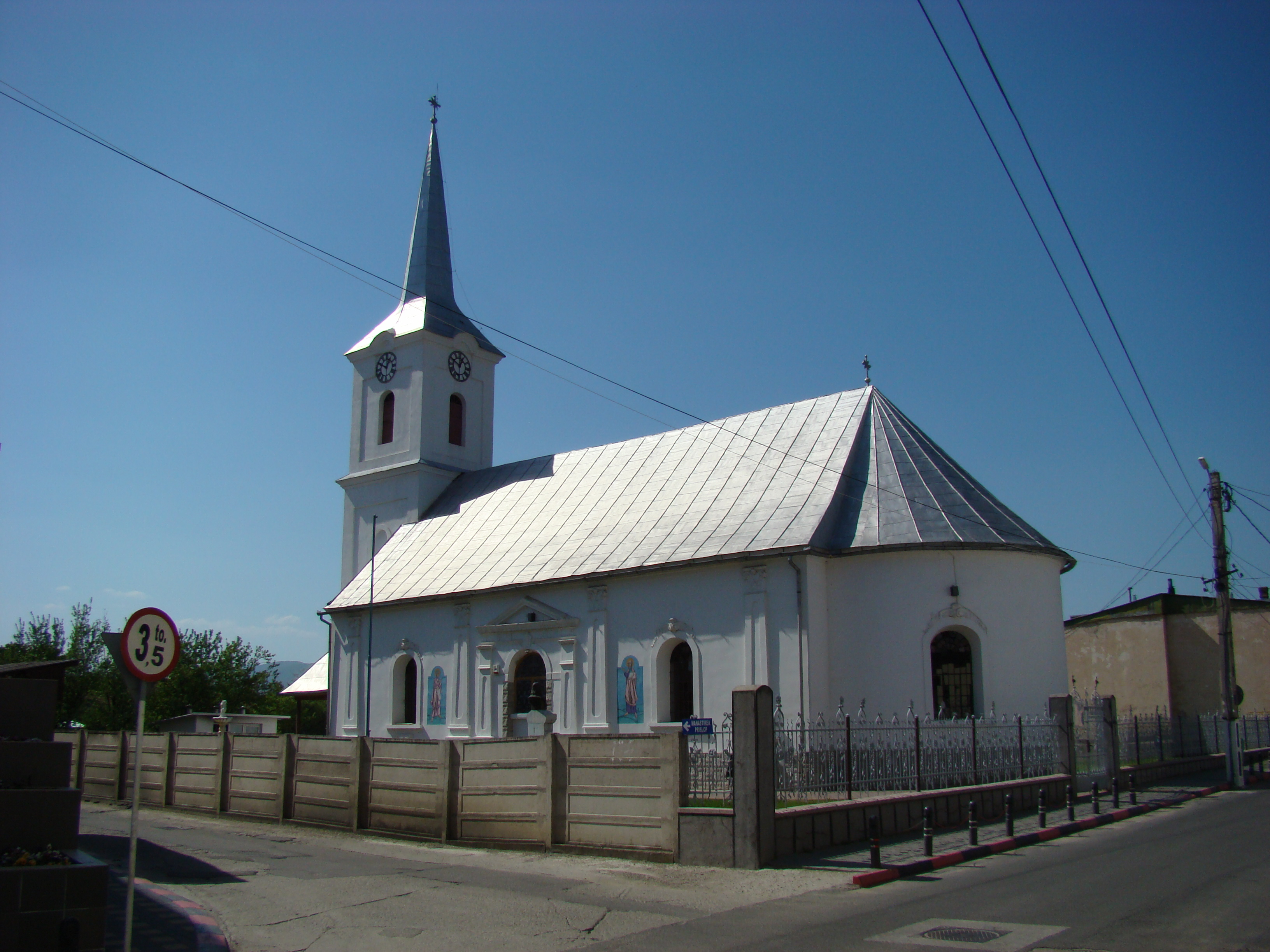
Església ortodoxa de Sant Nicolau
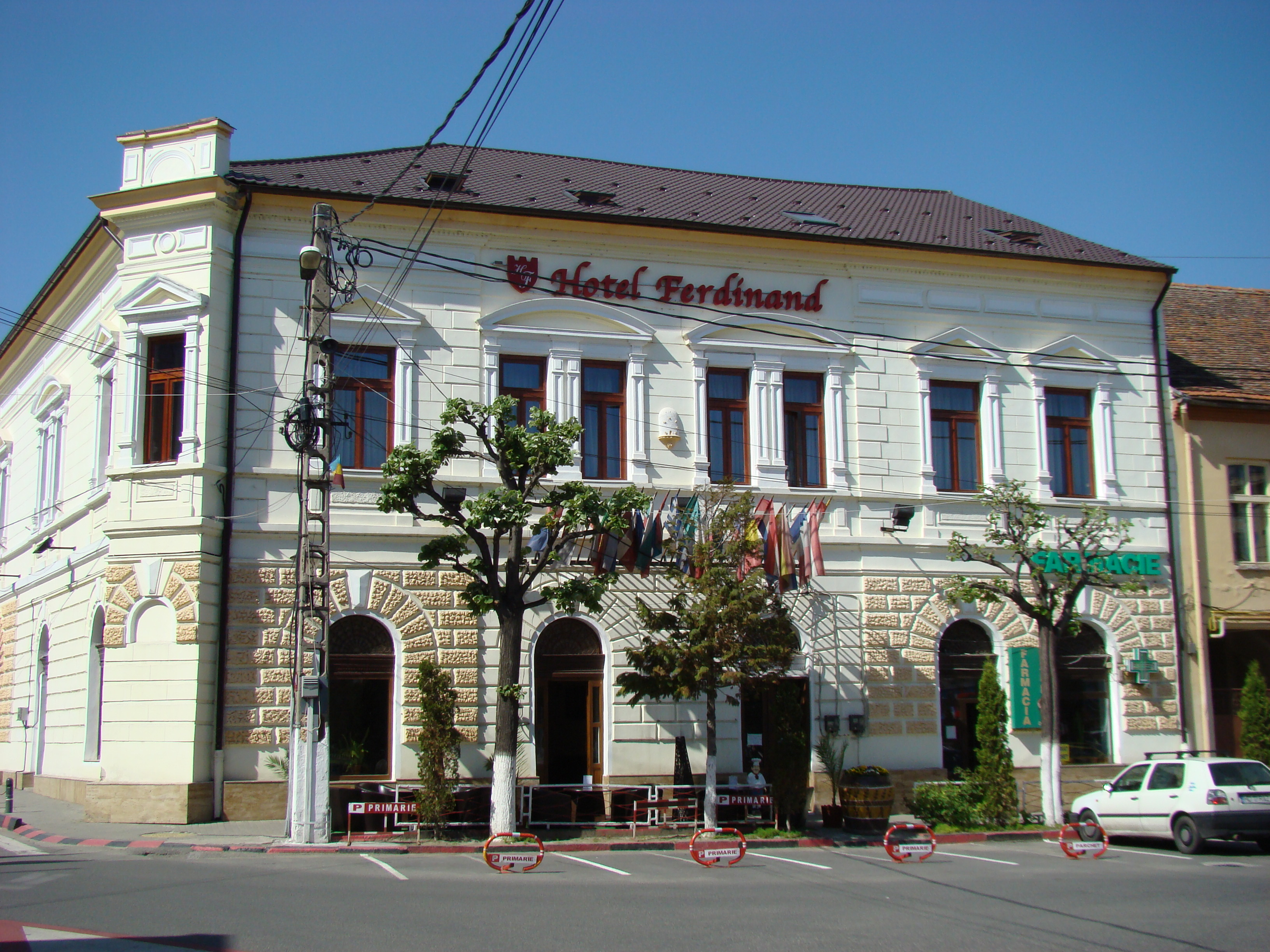
Històric edifici bancari, avui Hotel Ferdinand
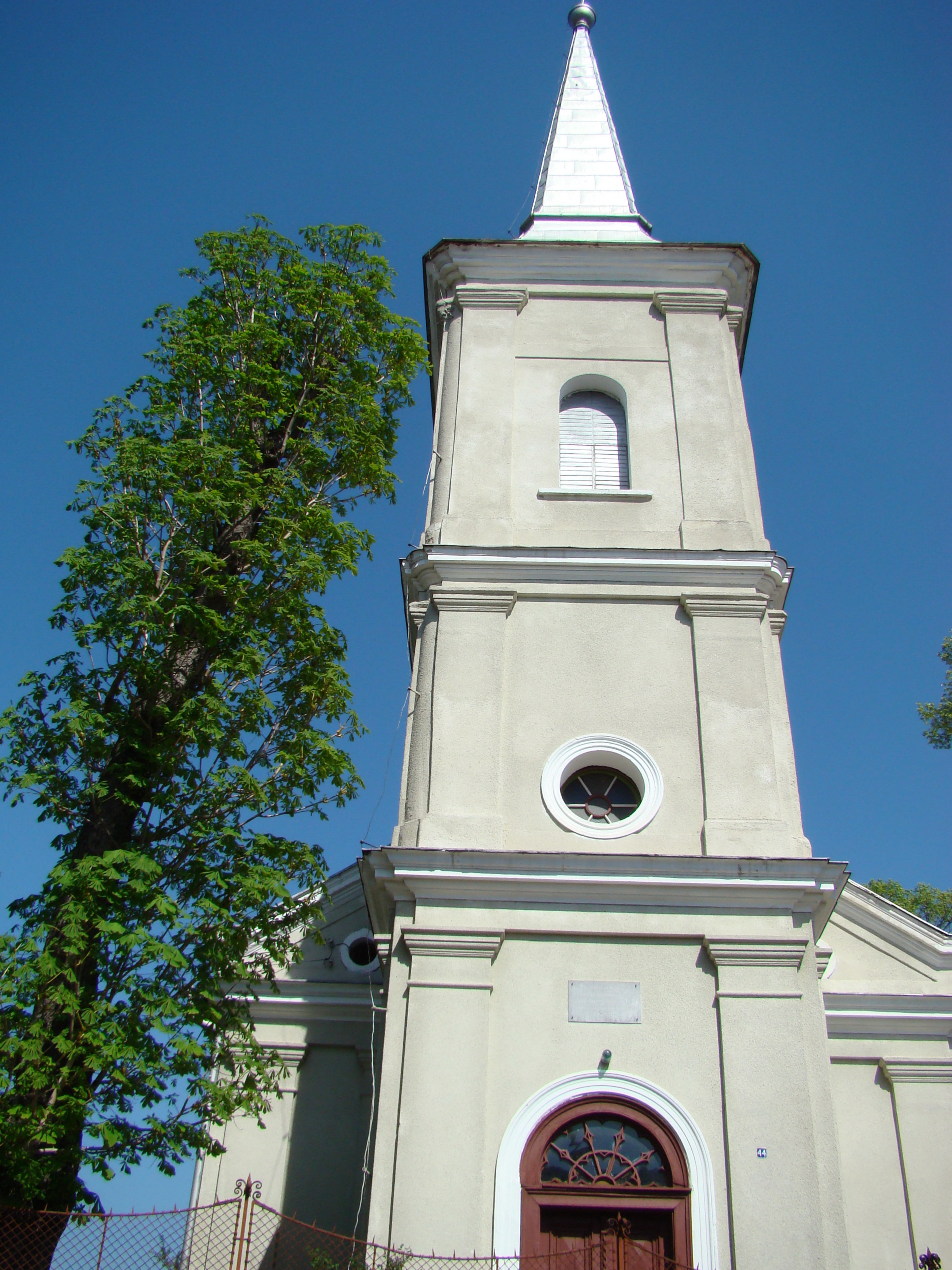
Església reformada
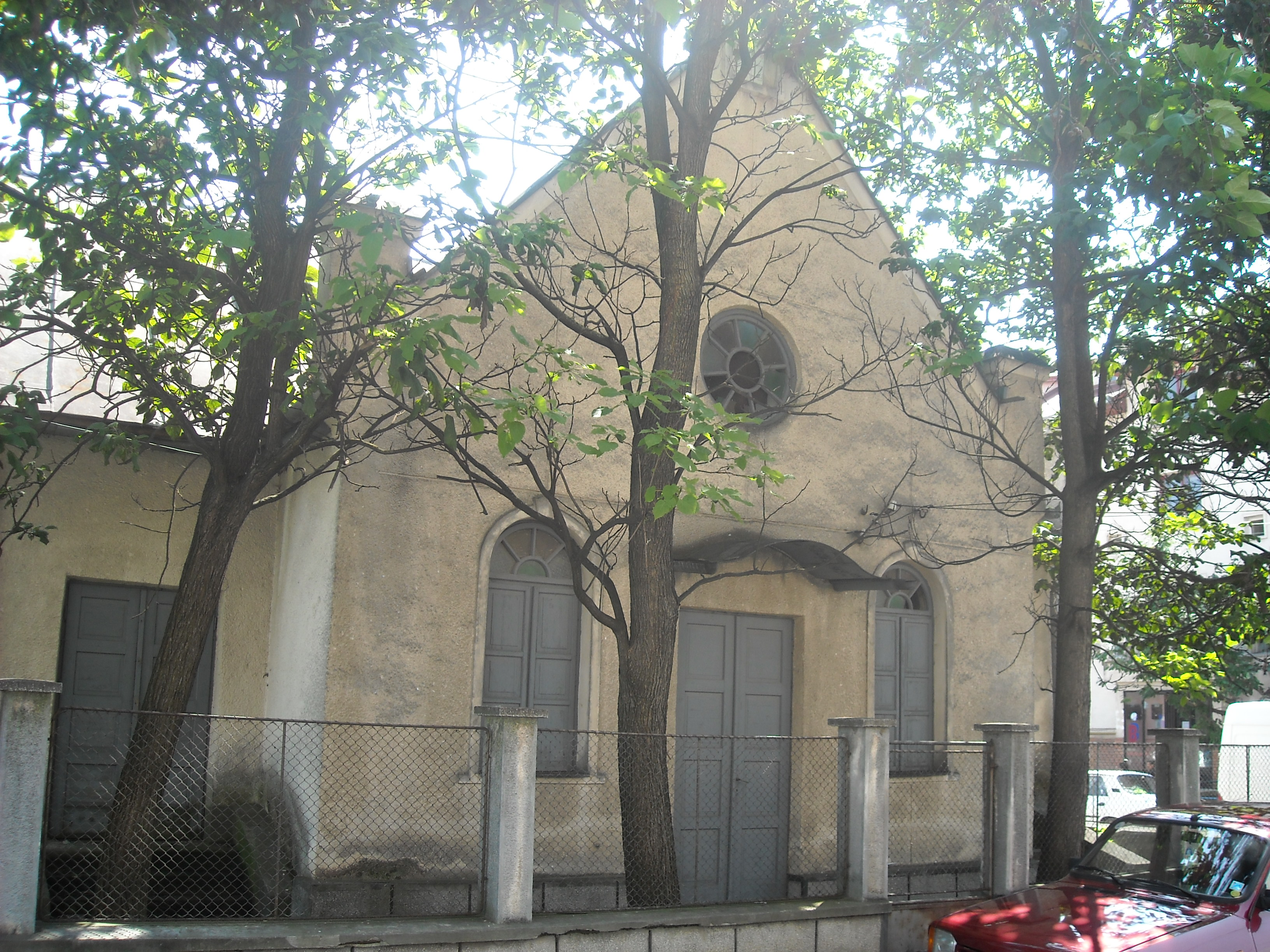
Sinagoga
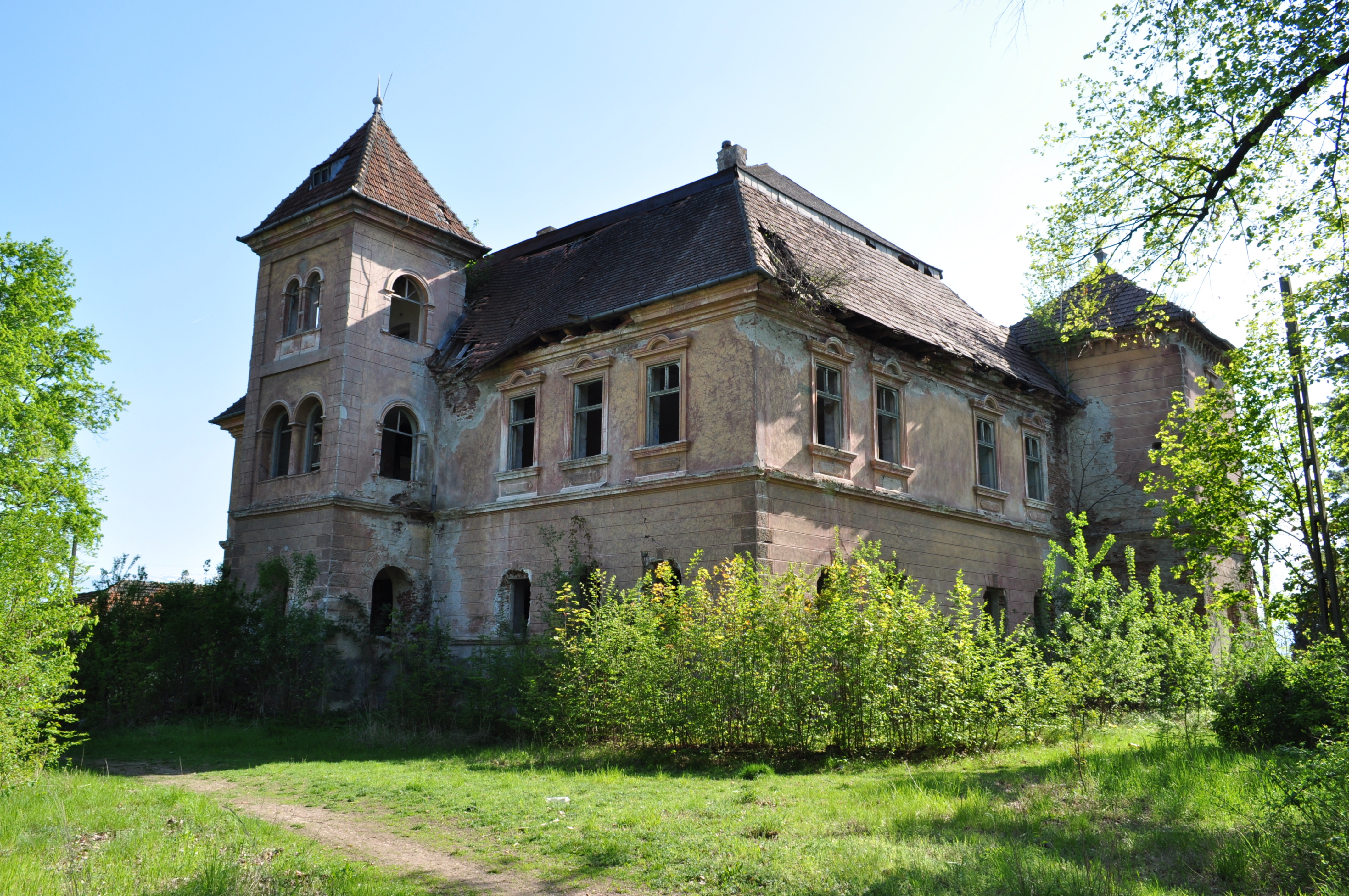
Nalatzi-Fay Manor, Nălațvad
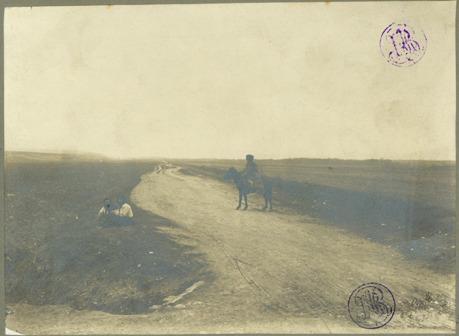
Carretera de Trajà a prop de Hațeg (1900-1920)
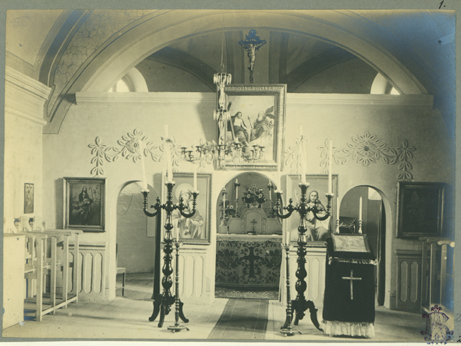
Interior de l'Església Greco-Catòlica (1900-1920)